# شهرستان جامامه
شهرستان جامامه یک منطقهٔ مسکونی در سومالی است که در جوبای سفلی واقع شده‌است.